# Kúbinka
Kúbinka (en ruso: Ку́бинка) es una población del raión de Odintsovo (Odintsovo) en el óblast de Moscú, Rusia, sobre el río Setun, 63 km al oeste de Moscú. Cuenta con una población de 23 472 hab (censo 2024).

## Descripción
La ciudad fue sede de un campo de pruebas para tanques de la Unión Soviética, y actualmente es sede del Museo de Blindados de Kúbinka. Es también sede del constructor de aeronaves MiG MAPO y la Base Aérea de Kúbinka. Las pruebas militares con tanques se iniciaron en 1931 y la base aérea abierta poco después. En 2015, se inauguró el Parque Patriota, que ofrece una amplia oferta de exposiciones y actividades en torno a las Fuerzas Armadas de Rusia. 
La población está comunicada por ferrocarril con la estación Belorussky de Moscú.
El pueblo fue fundado durante el siglo XV, siendo nombrado en honor al príncipe Iván Kubenski, un terrateniente local. El poblado creció en importancia después de la mitad del siglo XIX cuando el ferrocarril Moscú-Smolensk fue trazado por esta región.  